# Kristin Kontrol
Kristin Kontrol, rodným jménem Kristin Gundred, známá též jako Dee Dee a Kristin Welchez, je americká zpěvačka a kytaristka. Začínala v kapele Grand Ole Party (od 2006). Počínaje rokem 2008 působí v projektu Dum Dum Girls, jehož je jedinou stálou členkou a autorkou naprosté většiny písní. Do roku 2014 s projektem vydala tři alba. V květnu 2016 vydala své první sólové album X-Communicate (vydavatelství Sub Pop). V září 2017 vydala nový singl „Concrete Love“. Téhož roku přispěla na album The Book of Law zpěváka Lawrence Rothmana. Později zpívala na albu For My Crimes (2018) zpěvačky Marissy Nadler. Je vegan.